# Les Centurions (Jean Lartéguy)
Pour l’article homonyme, voir Les Centurions.
Les Centurions est un roman écrit par le journaliste et ancien soldat français Jean Lartéguy narrant le destin d'un bataillon aéroporté français pendant la guerre d'Indochine, la guerre d'Algérie et la crise de Suez. Il est publié en 1960 et traduit en anglais par Xan Fielding. Le roman comprend la première utilisation du scénario dit de la « bombe à retardement ». Il remporte le Prix Ève Delacroix en 1960. En 1966, Les Centurions fait l'objet d'une adaptation cinématographique au titre éponyme, Les Centurions, mettant en vedettes Anthony Quinn, Alain Delon et Maurice Ronet.

## Épigraphe
Dans l'ouvrage, se trouve en épigraphe une lettre apocryphe, présentée comme rapportée par l’écrivain latin Suétone, écrite avant l'an 160 par le centurion Marcus Flavinius à son cousin Tertullus resté à Rome, « Que l’on prenne garde à la colère des légions »,,.
Ce texte, qui contribua au succès du livre, tant il faisait un parallèle frappant entre les légions romaines et les soldats français défendant l'Empire colonial, fut en réalité rédigé par Roger Frey.

## Personnages
- Aïcha : une femme musulmane algérienne qui tombe amoureuse de Glatigny[9].
- Julien Boisfeuras, capitaine : un soldat franco-chinois avec une expertise dans la guerre contre-insurrectionnelle et politique. Il est le fer de lance de la mise en œuvre de la torture pour mettre fin à la campagne d'attentats à la bombe lors de la bataille d'Alger[9]. Il a été affirmé que Boisfeuras était vaguement inspiré par Paul Aussaresses, un capitaine du 11e choc, branche militaire et « service action » du SDECE[10], bien que Lartéguy lui-même ait déclaré que Boisfeuras était complètement fictif.
- Dia, capitaine : un Kpelle de Guinée française et membre du corps médical.
- Philippe Esclavier, capitaine : un personnage composite, inspiré en partie du petit-fils de Maurice Barrès qui a combattu pendant la guerre de Corée et a été tué en Tunisie.
- Jacques de Glatigny, major : un ancien officier de cavalerie d'origine noble devenu parachutiste[9], d'après le personnage de Pierre Fresnay dans le chef-d'œuvre cinématographique La Grande Illusion.
- Leroy, lieutenant
- Mahmoudi, lieutenant : un officier musulman algérien aux loyautés partagées[9].
- Yves Marindelle, lieutenant
- Merle, lieutenant
- Orsini, capitaine
- Pinières, capitaine
- Pierre-Noël Raspéguy, colonel : né berger basque, il gravit les échelons pour finalement commander le 10e régiment de parachutistes. Le personnage a été calqué sur le colonel Marcel Bigeard[réf. nécessaire].

## Réception
Les Centurions connaît un grand succès en France au moment de sa publication et se vend à plus de 420 000 exemplaires. Le spécialiste des conflits indochinois, Bernard Fall l'a qualifié de « l'un des plus grands best-sellers français depuis la Seconde Guerre mondiale ». En 1972, la revue américaine The French Review a déclaré que Lartéguy « est devenu presque du jour au lendemain un nom familier » en France après sa publication, et que dans les années 1960, il était l'un des auteurs les plus lus du pays. Il poursuit en disant que Larteguy, en écrivant Les Centurions, est en partie à l'origine d'un renouveau de la lecture romanesque en France où, à l'époque selon les statistiques citées par le Figaro littéraire, 38 % des adultes n'avaient jamais lu un livre.
Au fur et à mesure où l'implication militaire américaine dans la guerre du Viêt Nam augmentait sans résultats tangibles, ce livre a été étudié par des officiers américains et des soldats des forces spéciales. Plus tard, en Argentine, l'armée s'y est intéressée dans le contexte des conflits révolutionnaires,. Le livre a connu un nouveau succès avec le début de la guerre mondiale contre le terrorisme et la phase d'insurrection de la guerre en Irak. Depuis, il a souvent été cité ou analysé dans des ouvrages traitant de la contre-insurrection. Certaines personnes qui ont publiquement fait l'éloge des Centurions ou les ont cités dans leur propre travail incluent :
- Bernard Fall, correspondant de guerre français[12]
- Alistair Horne, historien britannique[16]
- Robert D. Kaplan, écrivain américain[10]
- Barry McCaffrey, général de l'armée américaine[10]
- Stanley McChrystal, général de l'armée américaine[17]
- Ralph Peters, lieutenant-colonel de l'armée américaine et écrivain[18]
- David Petraeus, général de l'armée américaine[16],[19]
- Lewis Sorley, auteur de Une meilleure guerre[16]
- James Stockdale, vice-amiral de la marine américaine et récipiendaire de la médaille d'honneur[16]
- Roger Trinquier, colonel de l'armée française[20]
- Anthony Zinni, général des Marines américains[10]
- Mark Hertling, général de l'armée américaine[21]

## Trilogie romanesque
Jean Lartéguy publie deux suites à ce roman, Les Mercenaires en 1960, puis Les Prétoriens en 1961.